# Drummondville
Drummondville – miasto w Kanadzie, w prowincji Quebec, w regionie Centre-du-Québec i MRC Drummond. Miasto położone jest nad rzeką Saint-François.
Liczba mieszkańców Drummondville wynosi 67 392. Język francuski jest językiem ojczystym dla 95,4%, angielski dla 1,1% mieszkańców (2006).

## Gospodarka
W mieście rozwinął się przemysł włókienniczy, drzewny, odzieżowy, papierniczy, elektryczny oraz gumowy.

## Sport
- Voltigeurs de Drummondville – klub hokejowy

## Współpraca
Miejscowości partnerskie:
- Braine-l’Alleud, Belgia
- La Roche-sur-Yon, Francja